# Wien 1910
Pour plus de détails, voir Fiche technique et Distribution.
Wien 1910 (en français, Vienne 1910) est un film allemand réalisé par E. W. Emo, sorti en 1943.
Ce film de propagande nazie raconte les trois derniers jours de Karl Lueger, maire chrétien-social de Vienne, homme politique antisémite, mort le 10 mars 1910.

## Synopsis
Vienne, le 7 mars 1910. Une nouvelle remue la capitale impériale : Le Lueger est en train de mourir !. L'homme tout aussi populaire que controversé de 65 ans, maire depuis 13 ans, ne s'est pas fait que des amis au cours de sa carrière politique. Les officiers de l'armée se sont réunis à la Hofburg et y vont de leurs commentaires fort peu hagiographiques.
Les Juifs de la ville peuvent difficilement cacher leur joie secrète sur le mort imminente de K. Lueger. Les politiciens locaux non plus ne versent pas de larmes. Un des adversaires politiques les plus acharnés de Karl Lueger est le libéral Lechner. Quand il apprend la nouvelle, il se demande aussitôt comment son parti en tirera profit. De plus, il y aura de nouveaux projets qui feront prospérer ses entreprises.
Au Parlement, la mort de K. Lueger suscite de vives discussions sur ses projets qui servent le bien commun et les citoyens viennois, ce que ne partagent les opportunistes et les libéraux qui veulent faire des profits sur le dos des miséreux. On entend alors la voix de K. Lueger dans la salle. Il parle avec beaucoup de verve contre les "hyènes du commerce" et "la spéculation sans scrupules", critiquant le capitalisme. Il veut développer le gaz et le tramway pour que tous les Viennois en bénéficient. Le parlement hurle, Lechner a le front en sueur. L'orateur K. Lueger combat autant les sociaux-démocrates que la Cour impériale, les capitalistes irresponsables que les Juifs.
Pendant ce temps, à l'université, les soutiens de K. Lueger et les partisans de l'Alldeutsche Vereinigung (de) se disputent puis en viennent aux mains. À côté, deux étudiants parlent entre eux et pensent que les Juifs tireront avantage du désaccord entre les deux ligues. Lechner veut espérer que l'apparente bonne constitution du maire et son discours au Parlement seront de lointains souvenirs. Afin de ne pas tout compromettre, Lechner décide d'aider K. Lueger à sa façon, en lui donnant le coup de grâce. Il rend visite à Victor Adler, un rédacteur en chef juif et opposant politique du maire.
En attendant, vient d'arriver à Vienne, Maria Anschütz, l'amour de jeunesse de K. Lueger, venu faire ses adieux au maire devenu aveugle et maintenant agonisant. Un mouchard informe V. Adler qui se dépêche de faire publier un article contre K. Lueger. Le maire est heureux d'avoir vu à nouveau Marie, mais il se demande comment son mari réagira à son retour. Maria veut néanmoins rester à Vienne pour être à ses côtés à l'approche de la mort.
K. Lueger et V. Adler se rencontrent ; V. Adler lui dit d'attendre le lendemain pour voir l'effet que fera son article. Le politicien fera le reste. Les officiers sont mécontents de la venue de K. Lueger au Parlement, disant qu'il ne mérite pas l'attention de l'Empereur.
K. Lueger est furieux quand il découvre le lendemain le journal de V. Adler. La "colère populaire" saccage la rédaction, V. Adler jure de se venger. Lechner veut vendre de grandes quantités d'obligations d'État, afin de ruiner Vienne et les Viennois. K. Lueger saisit l'entente entre le capitaliste et le Juif. Il ne veut pas se laisser faire. Avec ses dernières forces, il veut mener à bien ses ultimes projets sociaux car il se rend compte qu'il n'a plus beaucoup de temps.
Une autre nouvelle fait l'effet d'une bombe : Georg von Schönerer est à Vienne ! Bien que K. Lueger et G. von Schönerer ont beaucoup de désaccords, tous deux sont antisémites. Quand l'opposant aux Habsbourg et le nationaliste se comprennent, K. Lueger fait un pas vers un compromis tandis que l'irréductible G. von Schönerer veut détruire la maison d'Autriche et réunir tous les Allemands.
G. von Schönerer est venu à Vienne à la demande de K. Lueger car il espère encore une réconciliation, parce que finalement les deux hommes ont des cibles très semblables. K. Lueger et G. von Schönerer se rencontrent le 9 mars. Mais ils se querellent : K. Lueger se voit comme un Allemand fidèle à l'Autriche-Hongrie alors que G. von Schönerer aspire à la Grande Allemagne. K. Lueger lui demande de faire la paix car il y a eu des morts lors de la bagarre à l'université et cela profite à leur ennemi. G. von Schönerer lui rétorque qu'il fait dans le sentimentalisme concernant l'Autriche-Hongrie et qu'on le considérera comme un traître.
G. von Schönerer quitte la salle. Fatigué, K. Lueger se rend à un bal viennois. La rumeur dit que l'Empereur ne viendra pas finalement. Entre-temps Lechner semble éprouver des remords sur ses spéculations.
Pendant le bal, K. Lueger fait un malaise et est installé dans une pièce, avec sa famille. Il meurt le lendemain, le 10 mars, tandis que derrière la porte attendent Maria Anschütz et Karl Lechner, le fils de l'opposant. Dans la matinée, les Viennois viennent en masse à la mairie pour pleurer Karl Lueger. Dans la foule se trouve G. von Schönerer. Sur le toit de la mairie est hissé un drapeau noir.

## Fiche technique
- Titre : Wien 1910
- Réalisation : E. W. Emo assisté de Karl Goritschan
- Scénario : Gerhard Menzel
- Musique : Willy Schmidt-Gentner
- Direction artistique : Karl Weber
- Costumes : Remigius Geyling
- Photographie : Hans Schneeberger
- Son : Otto Untersalmberger
- Montage : Arnfried Heyne
- Production : Karl Künzel (de)
- Sociétés de production : Wien-Film
- Société de distribution : Deutsche Filmvertriebs
- Pays d'origine :  Reich allemand
- Langue : allemand
- Format : Noir et blanc - 1,37:1 - Mono - 35 mm
- Genre : Drame, biographie
- Durée : 92 minutes
- Dates de sortie :
  -  Reich allemand : 26 août 1943.

## Distribution
- Rudolf Forster : Dr Karl Lueger
- Carl Kuhlmann : Lechner
- Heinrich George : Georg Ritter von Schönerer
- Lil Dagover : Maria Anschütz
- Herbert Hübner : Victor Adler
- O. W. Fischer : Karl Lechner, le fils
- Alfred Neugebauer (en) : Pumera, le majordome de Lueger
- Otto Tressler : Eduard von Paar
- Harry Hardt : Richard Weiskirchner (de)
- Heinrich Heilinger (de) : Gessner
- Auguste Pünkösdy (de) : Hildegard, la sœur de Lueger
- Rosa Albach-Retty : Rosa, la sœur de Lueger
- Eduard Köck (en) : Prof. Pupowatsch
- Kurt von Lessen : Le premier maire-adjoint Josef Neumayer
- Karl Hellmer : Schmöger, le bras droit de Lueger
- Arthur von Duniecki : Burchard
- Erik Frey : Birkner, l'employé de Burchard
- Ekkehard Arendt (en) : L'officier d'ordonnance de l'Empereur
- Hans Unterkircher : Panzinger
- Ferdinand Maierhofer : Max, le client du bar
- Ernst von Nadherny (de) : Korl, le propriétaire d'une épicerie
- Georg Lorenz : Fink, un employé de Korl
- Egon von Jordan : Un jeune homme au bal
- Josef Stiegler : Le vieil adjudant à la cour impériale
- Hans Waschatko (de) : Le majordome de l'empereur
- Ernst Reitter : Großmann

## Histoire
Prévu en 1940 sous le titre de Lueger, Wien 1910 est réalisé durant l'automne 1941 et en 1942 à Babelsberg ainsi qu'à Vienne. Il passe devant la censure le 21 août 1942. La première a lieu à Vienne le 16 avril 1943. Il est diffusé en Allemagne à partir du 26 août 1943.
Un film sur Karl Lueger n'est pas une surprise, car l'antisémitisme de Lueger précède celui d'Adolf Hitler qui le cite dans Mein Kampf. Joseph Goebbels s'intéresse au tournage et au montage du film. Le rôle de Lueger est donné à Rudolf Forster pour le remercier d'être revenu en Allemagne après un exil aux États-Unis.
Le film est truffé d'éléments de propagande concernant les principaux points de l'idéologie nazie : Wien 1910 propage intensément l'idée du pangermanisme, caricature le régime parlementaire et attaque un capitalisme sans scrupules. De plus, il reprend tous les préjugés contre les Juifs dans de nombreuses scènes. Les rôles des deux protagonistes centraux sont clairement définis. Alors que dans le film Lueger symbolise le passé, l'obsolescence, le compromis et la politique des petits pas, Schönerer représente le grand innovateur, le révolutionnaire pangermaniste dans le sens voulu par Hitler.
À sa sortie, Wien 1910 n'a pas de succès et perd beaucoup d'argent. Dans une liste non publiée du 12 janvier 1945 sur les films ayant fait le moins d'entrée, Wien 1910 est le premier cité avec une dette de 2,1 millions de reichsmarks ; le film en a coûté 2,5.
Après la Seconde Guerre mondiale, le film est interdit par les autorités alliées.